# Lisa's Date with Density
Lisa's Date with Density är avsnitt sju från säsong åtta av Simpsons och sändes på Fox den 15 december 1996. I avsnittet blir Lisa Simpson kär i Nelson Muntz och Homer börjar skicka ut meddelande till invånarna i Springfield genom en automatisk telefonuppringare. Avsnittet skrevs av Mike Scully och regisserades av Susie Dietter.

## Handling
Gary Chalmers visar upp sin nyinköpta 1979 Honda Accord för Seymour Skinner och upptäcker att logotypen på motorhuven saknas. Detta får Skinner att söka igenom varje elevs skåp för att hitta märket och upptäcker det i Nelson Muntzs skåp tillsammans med andra stulna saker. Skinner tvingar Nelson att ge tillbaka alla stulna saker till sina ägare och hjälpa vaktmästare Willie under en dag. Lisa tittar ut genom fönstret och skrattar åt Nelsons upptåg på skolgården med vaktmästare Willie under musiklektionen. Som straff får hon kvarsittning och får skriva på svarta tavlan. Under kvarsittningen fortsätter Lisa att titta på Nelson och inser att hon blivit kär i honom. Under tiden hittar Homer en automatisk telefonuppringare och börjar ringa upp invånarna i Springfield, där han uppmanar invånaren att posta en dollar till Homer för att göra sig själv lyckligare.
Lisa får Milhouse att ge Nelson ett brev där hon berättar att hon älskar honom, men Nelson missförstår och slår ner Milhouse. Lisa bestämmer sig då för att berätta själv för Nelson vad hon känner för honom och han tycker det är okej. Efter skolan följer Nelson med Lisa hem. Bart gillar inte det och tycker hon borde satsa på Milhouse. Telefonuppringningen har gett till resultat att Homer har fått två dollar, men flera arga invånare i Springfield. Lisa och Nelson fortsätter att umgås, hon besöker hans hem och ger honom nya kläder och en ny frisyr då hon vill få fram den goda Nelson ur honom. På kvällen sitter Lisa och Nelson och tittar ut från observatorieparken och de ger varandra sin första kyss. Detta ses av Jimbo, Dolph och Kearney som tycker Nelson ska sluta umgås med Lisa och följa med dem och kasta ägg mot rektor Skinners hus, men han bestämmer sig för att stanna med Lisa vilket hon uppskattar.
Efter att Nelson och Lisa gått hem bestämmer sig Nelson för att följa med sina polare och börjar kasta ägg på Skinners hus. Skinner ringer då polisen och polisen börjar jaga dem. Nelson söker skydd hos Lisa och hon skyddar honom efter att han sagt till henne att han inte var med dem. Efter en stund slutar polisen jaga dem och då får Lisa reda på att Nelson ljög för henne och inser att hon inte kan förändra honom och de bestämmer sig för att avsluta förhållandet. Homer får besök av polisen för att få slut på telefonsamtalen i Springfield. Domstolen beslutar att Homer ska ringa upp alla som blivit lurade och han gör det med hjälp av apparaten och ber dem då att ge honom en dollar om de förlåtit honom.

## Produktion
Innan man gjorde avsnittet hade idén funnits länge i flera versioner. Författarna tog med en historia om Homer för att ge avsnittet balans. Idén om en telefonuppringning hade också funnits en tid. De valde Nelson som rollfigur eftersom det var en karaktär som inte hade utforskats så mycket. Sången som Nelson sjunger är skriven av Mike Scullys dotter. Scenen då Milhouse ger Lisas lapp till Nelson skrevs av Bill Oakley, och replikerna från ambulanspersonalen skrevs av George Meyer. De diskuterade hur skadad Milhouse skulle vara under arbetet med avsnittet och de bestämde sig att låta blod som droppade från hans öron räckte. Idén att Milhouse gillar vaselin på mackor är baserad på ett barn i Josh Weinsteins skola.

## Kulturella referenser
Avsnittet är till stora delar en parodi på Ung rebell. Då Lisa tänker på Nelson, är det en hänvisning till ett uttalande från Winston Churchill om Ryssland vid utbrott av andra världskriget.

## Mottagande
Avsnittet hamnade på plats 63 över mest sedda program under veckan med en Nielsen rating på 7,4, vilket ger 7,2 miljoner hushåll och det femte mest sedda programmet på Fox under veckan. I I Can't Believe It's a Bigger and Better Updated Unofficial Simpsons Guide påpekar Warren Martyn och Adrian Wood att det är imponerande att fast Nelson slagit Milhouse för en sak som Lisa gjort fortsätter han kämpa för hennes kärlek. Josh Weinstein kallar avsnitt för ett av de mest verkliga avsnitten, då allt kan hända i verkligheten. Replikerna av ambulanspersonalen är en av Matt Groenings favoriter medan Marges repliker över hur Homer har förändrats sedan Marge träffade honom är en av Susie Dietters favoriter, då det förklarar varför Marge fortfarande är gift med Homer. Avsnittet spelades in inför publik.